# Rhenen
Rhenen  è una municipalità dei Paesi Bassi di 20 332 abitanti (2023)  situata nella provincia di Utrecht. In città sorge la Cunerakerk, una chiesa dedicata a santa Cunera.